# Hedingen
Hedingen és un municipi del cantó de Zúric (Suïssa), situat al districte d'Affoltern.

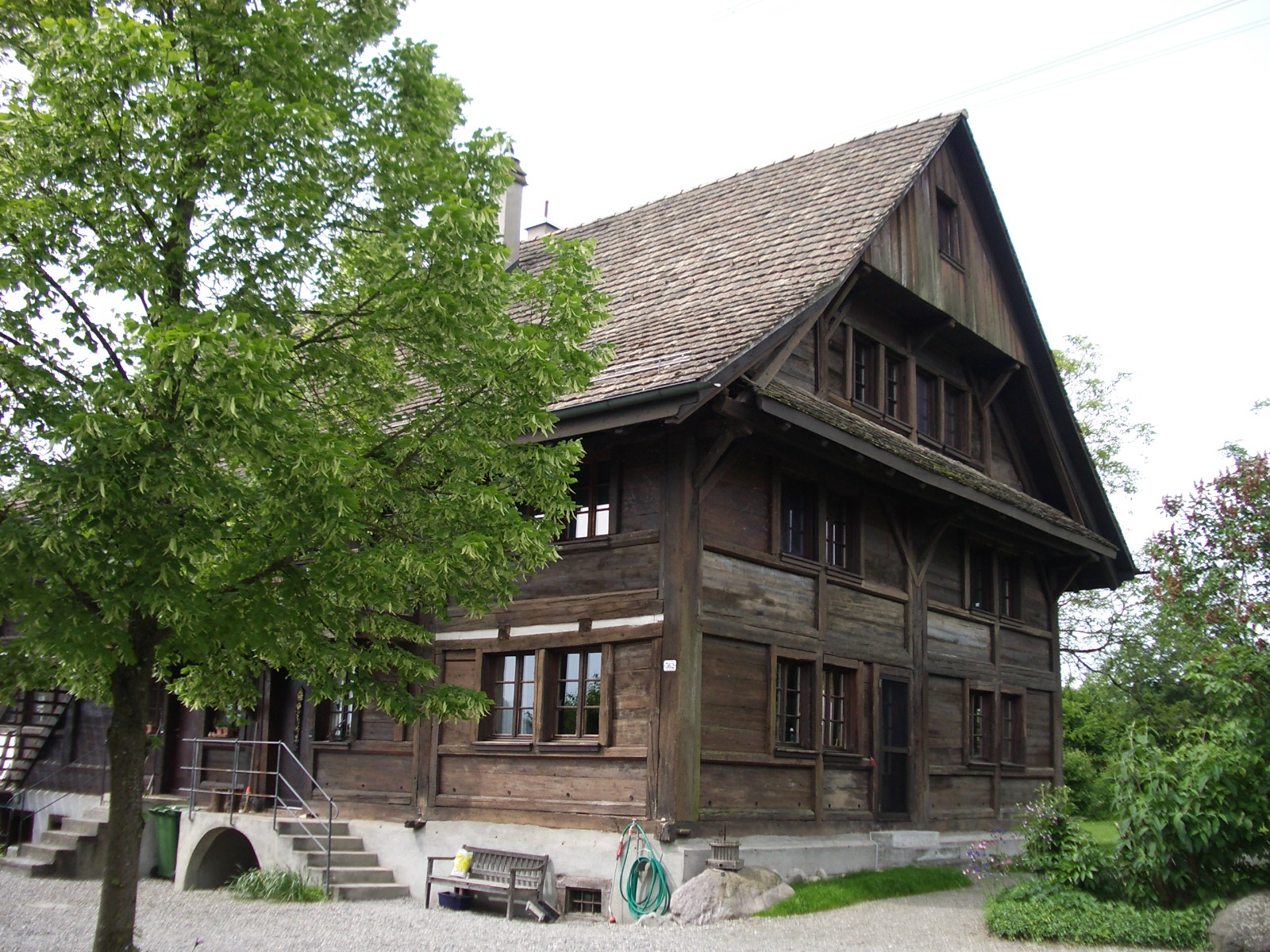
Casa tradicional